# Arrenga de Sri Lanka
La arrenga de Sri Lanka (Myophonus blighi) és una espècie d'ocell paseriforme de la família dels muscicàpids endèmica de l'illa de Sri Lanka. Habita els boscos tropicals i subtropicals de frondoses humits de l'estatge montà. El seu estat de conservació es considera vulnerable